# Estrella Roja de Belgrado (baloncesto)

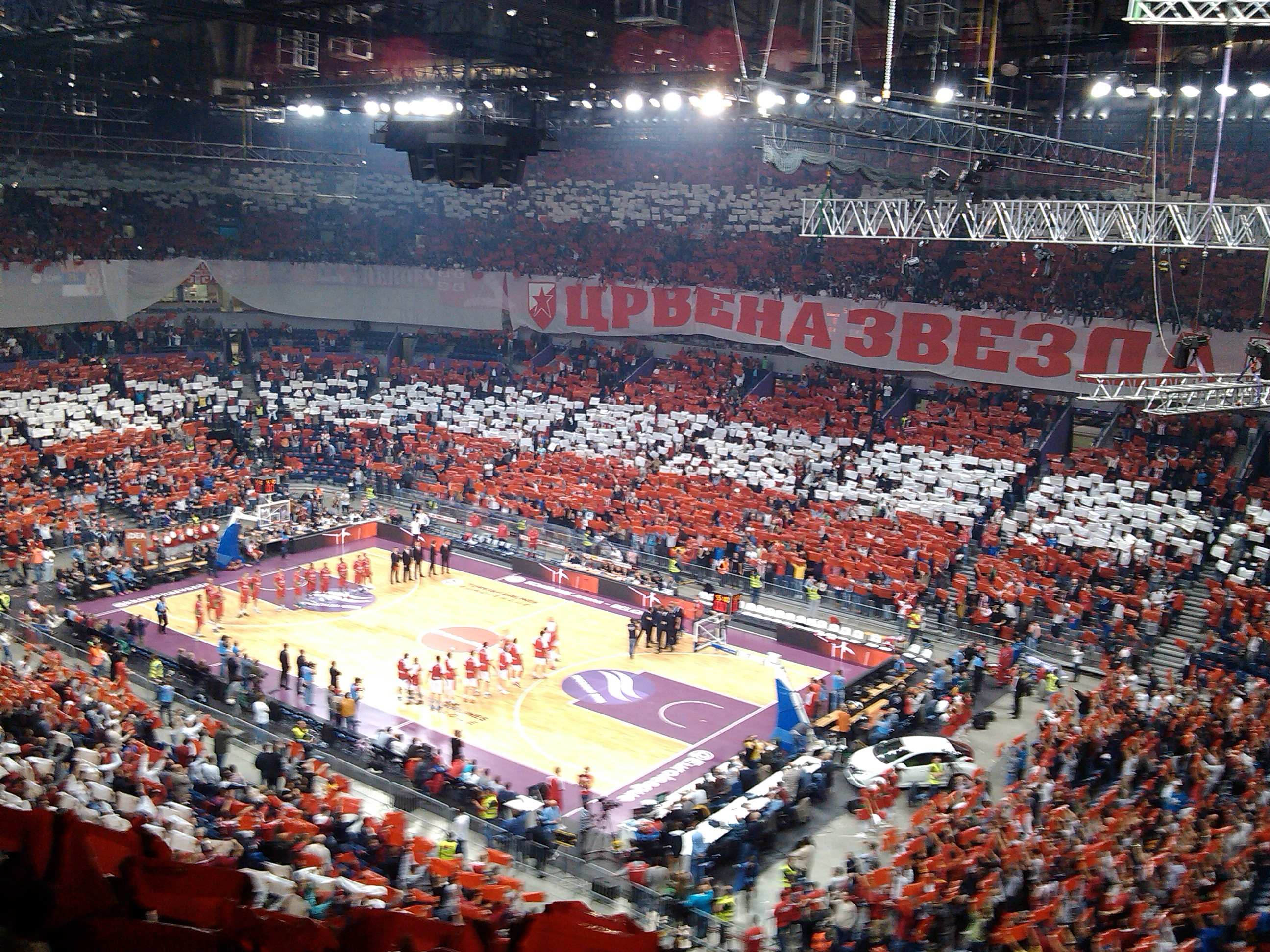
Partido de la Euroliga 2014-15 del Estrella Roja en Belgrado.

El KK Crvena Zvezda (en cirílico: Кошаркашки клуб Црвена Звезда) es el club de baloncesto de la Sociedad Deportiva Estrella Roja. El Crvena Zvezda es, junto al Partizan, el primer club de baloncesto de Belgrado y de Serbia en general en número de títulos conseguidos, con 15 títulos de liga. Sin embargo, el Estrella Roja ha conseguido menos éxitos internacionales que el Partizan, al haber solo conquistado una Recopa de Europa de Baloncesto, en 1974, pese a haber disputado dos finales más de la Recopa y dos finales de la Copa Korac.
Disputa sus encuentros en la Pionir Arena de Belgrado, con capacidad para 8.150 espectadores. Y por sus filas han pasado jugadores de la talla de Predrag Stojaković, Vladimir Radmanović, Aleksandar Trifunovič, Igor Rakočević, Milan Gurović o Boban Marjanović. Por razones de patrocinio, se llama KK Crvena Zvezda Meridianbet.

## Palmarés

### Títulos internacionales
- Recopa de Europa de Baloncesto (1): 1974.
  - 2 veces finalista: 1972 y 1975.
- 2 veces finalista de la Copa Korać: 1984 y 1998.

### Títulos nacionales
- Liga Yugoslava de Baloncesto (15) :

1946, 1947, 1948, 1949, 1950, 1951, 1952, 1953, 1954, 1955, 1969, 1972, 1993, 1994, 1998
- Liga Serbia de Baloncesto (8) :

2015, 2016, 2017, 2018, 2019, 2021, 2022, 2023
- Copa Yugoslava de Baloncesto (3) :

1971, 1973, 1975
- Copa Serbia de Baloncesto (10) :

2004, 2006, 2013, 2014, 2015, 2017, 2021, 2022, 2023, 2024

### Títulos transnacionales
- ABA Liga (7):

2015, 2016, 2017, 2019, 2021, 2022, 2024
- ABA League Supercup (1):

2018

## Premios Individuales

### Jugadores Célebres
| - Nemanja Bjelica - Zlatko Bolić - Vladimir Cvetković - Ladislav Demšar - Tadija Dragićević - Aleksandar Gec - Milan Gurović - Nebojša Ilić - Slobodan Janković - Dragan Kapičić - Vladimir Kuzmanović - Marko Kešelj - Rastko Cvetković - Luka Pavićević - Dragan Lukovski | - Boban Marjanović - Aleksandar Đurić - Nebojša Popović - Branislav Prelević - Ljubodrag Simonović - Zoran Slavnić - Borislav Stanković - Saša Obradović - Vladimir Radmanović - Zoran Radović - Vuk Radivojević - Igor Rakočević - Jovo Stanojević - Predrag Stojaković - Dragan Tarlać | - Milenko Topić - Aleksandar Trifunović - Rajko Žižić - Nemanja Nedović - Oliver Stević - Vladan Vukosavljević - Igor Milošević - Vladimir Štimac - Branko Jorović - Petar Popović - Filip Videnov - Pero Antić - Vrbica Stefanov - Milko Bjelica - Goran Jeretin | - Omar Cook - Obinna Ekezie - Tunji Awojobi - Charles Smith - Gerrod Henderson - Ricardo Marsh - Larry O'Bannon - Scoonie Penn - Elton Brown - Mike Taylor - Omar Thomas - Andrew Wisniewski |

### Números retirados
- 8  Igor Rakočević

### Jugadores en elNBA Draft
- Igor Rakočević - puesto 51 (2.ª ronda) en el Draft de la NBA de 2000 por Minnesota Timberwolves
- Tadija Dragićević - puesto 53 (2.ª ronda) en el Draft de la NBA de 2008 por Utah Jazz
- Nemanja Bjelica - puesto 35 (2.ª ronda)  en el Draft de la NBA de 2010 por Washington Wizards

## Entrenadores Históricos
Entrenadores:
| - Vladislav Lučić - Božidar Maljković (1981-86, asistente) - Aca Nikolić - Svetislav Pešić - Nebojša Popović | - Zmago Sagadin - Dragan Šakota - Aleksandar Trifunović - Vlada Vukoičić - Ranko Žeravica - Saša Obradović - Dejan Radonjić - Vlada Jovanovic |

## Marcas
| Año       | Marca    |
| --------- | -------- |
| 1986–1990 | Sport    |
| 1990–1992 | Dribling |
| 1992–1993 | Reebok   |
| 1993–1995 | Asics    |
| 1995–2000 | Nike     |
| 2000–2003 | Rang     |
| 2003–2010 | AND1     |
| 2010–2011 | Anta     |
| 2011–2013 | Adidas   |
| 2013–     | Champion |